# Bamba Dieng
Cheikh Ahmadou Bamba Mbacke Dieng (født 23. marts 2000) er en senegalesisk fodboldspiller, der spiller for den franske klub  Marseille.